# 튀르키예의 대입 시험
튀르키예의 대입 시험은 튀르키예에서 시행하는 한두 가지 종류의 대학 입학을 위한 고등학생 대상의 국가 수준 자격고사다. 이 시험(경우에 따라 시험들)은 튀르키예의 평가원(튀르키예어: Öğrenci Seçme Yerleştirme Merkezi, ÖSYM, 학생 선발 배치 기관)에서 주관하며, 튀르키예에서 튀르키예 내의 대학에 입학하려는 고등학생은 반드시 교육 제도에서 요구하는 대입 시험을 거쳐야 한다.